# Сугоняев, Александр Анатольевич
Александр Анатольевич Сугоняев (род. 22 февраля 1974 года, Богданович) — российский легкоатлет, специализирующийся в беге на длинные дистанции. Двукратный бронзовый призёр Сурдлимпиад (2001, 2005), 8-кратный чемпион Европы, 15-кратный чемпион России (спорт глухих). Заслуженный мастер спорта.

## Биография
Александр Анатольевич Сугоняев родился 22 февраля 1974 года в городе Богданович Свердловской области. С 1988 по 1994 год занимался лыжными гонками, в 1994 году перешёл в лёгкую атлетику. Тренировался сначала в ДЮСШ г. Богданович, а затем — в спортивном клубе «Луч».
На протяжении своей спортивной карьеры тренировался под руководством Ю. Н. Андреева, В. П. Осипова, Г. Г. Львова и Б. Г. Дворникова.
Окончил Берёзовский филиал Сибирского государственного университета физической культуры и спорта по специальности «физическая культура и спорт».
Рекордсмен России на дистанции 10 000 м, полумарафоне и марафоне среди глухих спортсменов.
Награждён медалью ордена «За заслуги перед Отечеством» II степени.
В настоящее время работает тренером в ДЮСШ «Росток» г. Екатеринбург на отделении «Лица с поражением опорно-двигательного аппарата. Лёгкая атлетика».

## Основные результаты
| Год  | Соревнования        | Место проведения    | Дистанция | Место | Результат |
| ---- | ------------------- | ------------------- | --------- | ----- | --------- |
| 1997 | Сурдлимпийские игры | Копенгаген, Дания   | 5000 м    | 4     | 14:53,72  |
| 1997 | Сурдлимпийские игры | Копенгаген, Дания   | 10 000 м  | 4     | 31:08,83  |
| 2001 | Сурдлимпийские игры | Рим, Италия         | 5000 м    | 4     | 15:02,31  |
| 2001 | Сурдлимпийские игры | Рим, Италия         | 10 000 м  | 4     | 31:29,11  |
| 2001 | Сурдлимпийские игры | Рим, Италия         | марафон   | 3     | 2:43:54   |
| 2005 | Сурдлимпийские игры | Мельбурн, Австралия | 5000 м    | 5     | 15:18,55  |
| 2005 | Сурдлимпийские игры | Мельбурн, Австралия | 10 000 м  | 3     | 31:42,06  |
| 2005 | Сурдлимпийские игры | Мельбурн, Австралия | марафон   | 4     | 2:39:40   |